# بوب غرانت (لاعب دوري الرغبي)
بوب غرانت (بالإنجليزية: Bob Grant)‏ هو لاعب دوري الرغبي أسترالي، ولد في 1945.